# Frauke Schmitt Gran
Frauke Schmitt Gran, född den 12 mars 1969,  är en tysk orienterare som tog bronsmedaljen på medeldistans vid VM 1999.